# Tetanusz elleni védőoltás
A tetanusz elleni védőoltás, vagyis a tetanusz toxoid a tetanusz megelőzésére szolgáló vakcina. Gyermekkorban öt dózis beadása ajánlott, majd tízévente ismétlő oltásra van szükség. Három dózis beadása után majdnem mindenki immunissá válik. Azoknak, akik már régen kaptak oltást, és ezért nem immunisak, sérülést követően 48 órán belül ismétlő oltást kell kapniuk. Azok esetében, akik nem teljesen immunisak, de nagy kockázattal járó sérülést szereztek, tetanusz antitoxin beadása is javasolt lehet. A várandós nők tetanusz elleni immunitásának ellenőrzése és szükség esetén történő beoltása megelőzheti az újszülöttkori tetanuszt.
A védőoltás terhesség és AIDS-fertőzöttség esetén is rendkívül biztonságos. Az emberek 25-85%-ánál az injekció beadásának helyén bőrpír és fájdalom jelentkezhet. Láz, fáradtság és enyhébb izomfájdalom az emberek kevesebb mint 1%-ánál fordul elő. 100 000 emberből kevesebb mint egynél jelentkeznek komoly allergiás reakciók.
Számos kombinált védőoltás tartalmaz tetanusz elleni oltóanyagot. Ilyen a DTaP és a Tdap vakcina, amely a diftéria, a tetanusz és a pertusszisz elleni oltóanyagokat tartalmazza, valamint a DT és a Td vakcina, amely a diftéria és a tetanusz ellenieket. A DTaP és a DT vakcinákat hét éven aluliaknak, a Tdap és a Td vakcinákat pedig hétéves kortól adják. A kisbetűvel írt d és p azt jelenti, hogy a vakcina a diftéria és a pertusszisz ellen gyengébb oltóanyagot tartalmaz.
A tetanusz elleni védőoltást 1927-ben fejlesztették ki, és az Amerikai Egyesült Államokban az 1940-es években kezdték el alkalmazni. Használata a tetanusz előfordulásának 95%-os csökkenését eredményezte. Az oltóanyag szerepel az Egészségügyi Világszervezet (WHO) alapvető gyógyszereket tartalmazó listáján, amely az egészségügyi alapellátásban szükséges legfontosabb gyógyszereket sorolja fel. Nagykereskedelmi ára 2014-ben 0,17 és 0,65 USD volt dózisonként. Az Egyesült Államokban 25 és 50 dollár közötti áron kapható.

## Fordítás
- Ez a szócikk részben vagy egészben  a   Tetanus vaccine című angol Wikipédia-szócikk ezen változatának fordításán alapul.  Az eredeti cikk szerkesztőit annak laptörténete sorolja fel. Ez a jelzés csupán a megfogalmazás eredetét és a szerzői jogokat jelzi, nem szolgál a cikkben szereplő információk forrásmegjelöléseként.